# ももいろアーメット
『ももいろアーメット』は、てりてりおによる日本の漫画作品。集英社の漫画雑誌『ウルトラジャンプ』にて2014年7月号から2015年6月号まで連載。

## 概要
アマゾニア王国、リットン家のニモは地球への先遣役に任命された。 その任務は、国が100年に1度の「収穫祭」を迎えるための、「収穫地」に定められた地球の調査。 ニモが次元の扉を超えてたどり着いたのは、日本のゲームイベント会場。剣と魔法と巨大ドラゴン。 使命感と溢れるやる気が空回りして、大惨事を引き起こしてしまうニモですが…。
会場で出会った少女・嵩田忍と、その兄・浩樹とのもとに身を寄せ、地球調査の足がかりができたニモ。 果たして、調査はうまくいくのでしょうか…？

## 登場人物

### 主要人物
ニモ・リットン

嵩田忍（たかした しのぶ）

嵩田浩樹（たかした ひろき）

カーティ

ポチ

### アマゾニア
ウル・ハルヒア

### その他の登場人物
東恭一（あずま きよういち）

## 書誌情報
- てりてりお 『ももいろアーメット』 集英社〈ヤングジャンプ・コミックス・ウルトラ〉、全2巻。
  1. 2015年1月24日第1刷発行（1月19日発売[集 1]）、ISBN 978-4-08-890087-2
  2. 2015年7月22日第1刷発行（7月17日発売）、ISBN 978-4-08-890214-2